# علم دول الكومنولث
علم دول الكومنولث هو العلم الرسمي الذي يستخدمه ويمثل دول الكومنولث. يعود تاريخ تصميمه الحالي إلى عام 2013، وهو تعديل للتصميم الذي تم اعتماده في عام 1976.

## الوصف
يتكون العلم من رمز الكومنولث باللون الذهبي على حقل أزرق. يرتكز الرمز على الكرة الأرضية التي تمثل الطبيعة العالمية للكومنولث واتساع نطاق أعضائه.

## التاريخ

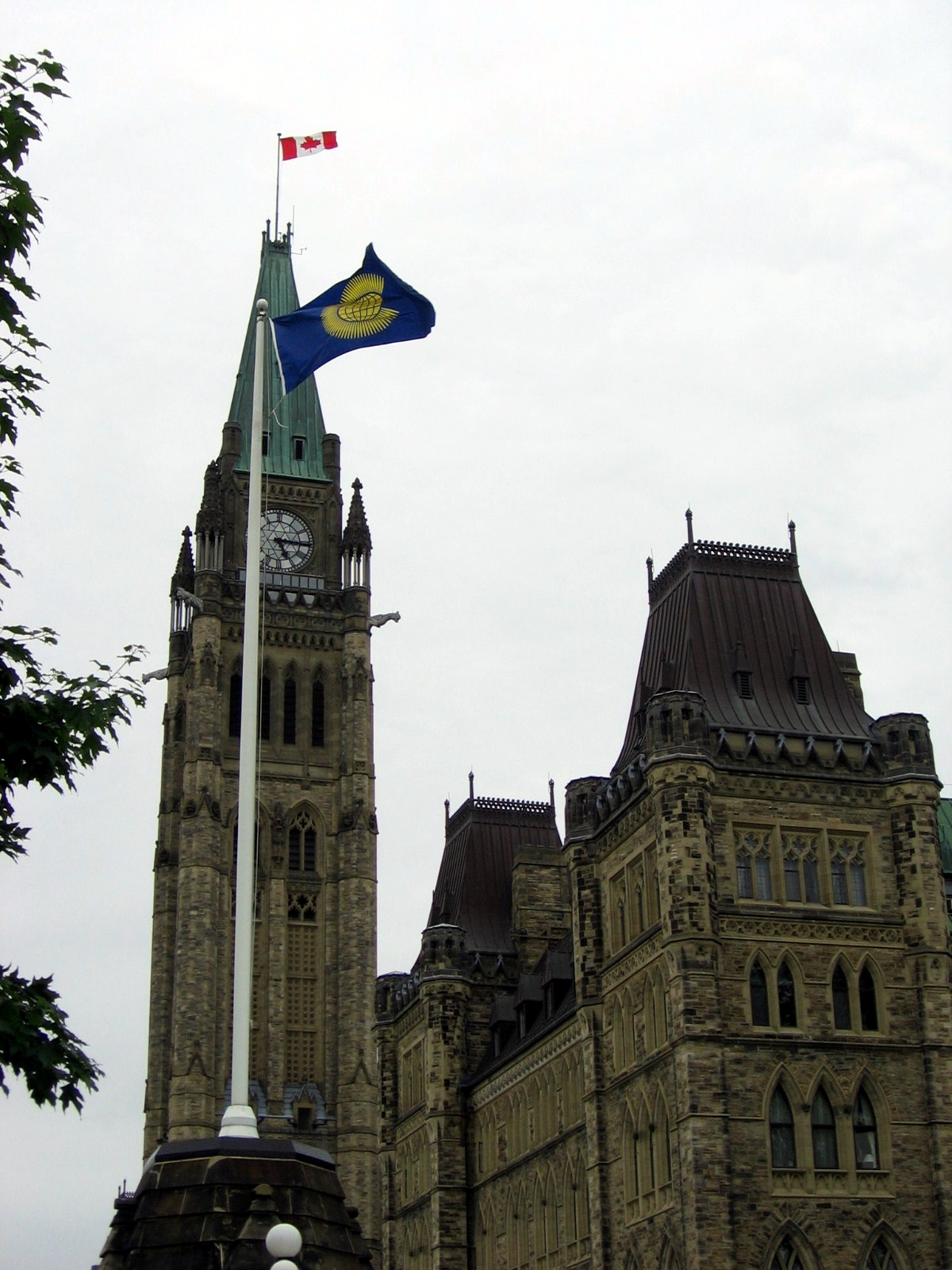
تصميم علم الكومنولث الأصلي يرفرف على مجلسي البرلمان الكندي، أوتاوا في عام 2010

تم تطوير العلم من شعارات السيارات التي تم إنتاجها لأول مرة في اجتماع رؤساء حكومات الكومنولث لعام 1973، الذي عقد في أوتاوا، أونتاريو. يُنسب الفضل في مبادرة تصميمه إلى اثنين من الكنديين: أول أمين عام للكومنولث، أرنولد سميث؛ ورئيس الوزراء بيير ترودو. تم اعتماده رسميًا في 26 مارس 1976.

### التصميم الأصلي
تميز التصميم الأصلي بكرة أرضية محاطة بـ 61 شعاع لشمس مشعة، والتي تشكل حرف "C" لـ«الكومنولث». لا يمثل عدد أشعة الشمس عدد الدول الأعضاء (لم يكن هناك 61 عضوًا)؛ بدلاً من ذلك، يمثل العدد الكبير الطرق العديدة التي يتعاون بها الكومنولث حول العالم.

### إعادة تصميم 2013
في عام 2013، مالت الكرة الأرضية، وانخفض عدد أشعة الشمس إلى 34. تم أيضًا تعديل الألوان المستخدمة في العلم بشكل طفيف. النسب القياسية للعلم هي 3:5، ومع ذلك تظهر نسخة 1:2 في البلدان التي تستخدم أعلامها نسبة 1:2، مثل أستراليا والمملكة المتحدة.

## الإستعمال
يُرفع علم الكومنولث في مارلبورو هاوس، لندن، مقر أمانة الكومنولث على مدار العام ولفترة محدودة في أماكن أخرى تُعقد فيها اجتماعات الكومنولث أو الأحداث أو الزيارات (على سبيل المثال، اجتماعات رؤساء حكومات الكومنولث). لا تنص الحكومة الفيدرالية الكندية على رفع العلم ليوم الكومنولث، بدلا من ذلك وجهت أن يتم رفع علم الاتحاد البريطاني في المنشآت الفيدرالية التي لها سارية علم ثانية.
يشجع الأمين العام السابق للكومنولث دون ماكينون رفع علم الكومنولث في يوم الكومنولث، ويشير مكتب الأمين العام إلى أنه «ليس الأمر كذلك بالنسبة لعلم الاتحاد - أو علم أي دولة عضو أخرى في هذا الشأن - هو بديل لعلم الكومنولث الذي يمثل اتحاد 53 عضوا وشعوبهم».
يتم رفع علم الكومنولث في مبنى البرلمان الاسكتلندي في إدنبرة في يوم الكومنولث، في سارية العلم الرابعة بالإضافة إلى علم الاتحاد والعلم الاسكتلندي وعلم الاتحاد الأوروبي التي ترفع جميعها يوميًا. منذ عام 2002، تم رفع علم الكومنولث جنبًا إلى جنب مع علم الاتحاد، فوق جمعية أيرلندا الشمالية في مباني البرلمان في ستورمونت في كل يوم من أيام الكومنولث. يتم رفعه أيضًا في يوم الكومنولث في إقليم جبل طارق، في سارية العلم الثالثة إلى جانب علم الاتحاد وعلم جبل طارق، والتي ترفرف فوق مكتب رئيس وزراء جبل طارق.

## صور

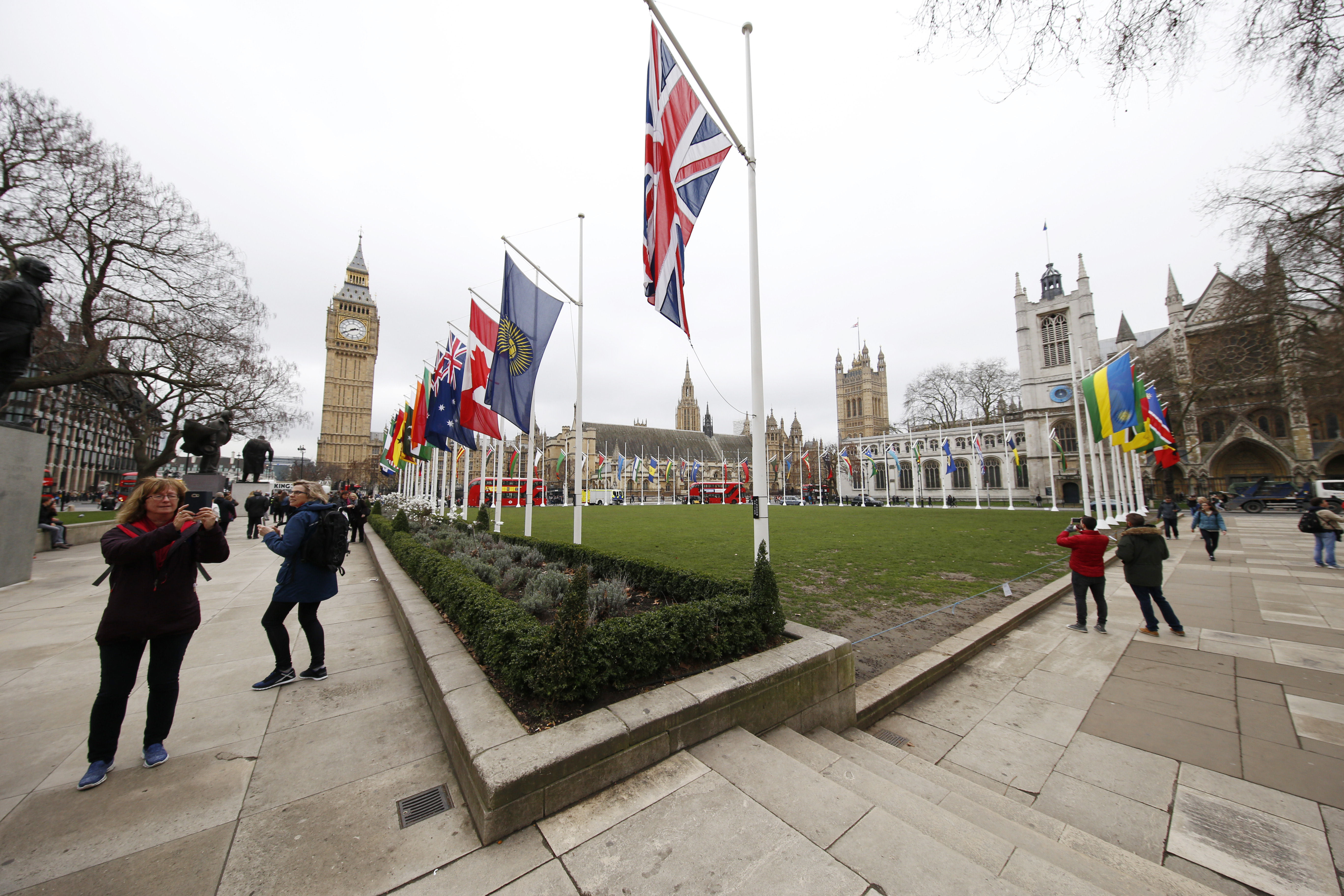
علم الكومنولث، وكذلك أعلام أعضاء الكومنولث، ترفرف في ساحة البرلمان  [لغات أخرى]‏ في يوم الكومنولث 2017

## روابط خارجية
- صفحة ويب أمانة الكومنولث على رمز وعلم الكومنولث